# Elli Björkstén
Elizabeth (Elli) Kristina Björkstén (ur. 16 października 1870 w Lappeenranta, zm. 1947) – fińska reformatorka gimnastyki.
W latach 1913–1938 była wykładowcą na uniwersytecie w Helsinkach, opracowała metodę  ćwiczeń, w której główny nacisk położyła na rytm, dynamikę i piękno ruchu (co wtedy było nowością). Autorka "Gimnastyki kobiet" (wyd. pol. cz. 1 1929, cz. 2 1934).